# M/Y C M Bellman
Ej att förväxla med S/S C M Bellman, M/S Bellman eller M/S Carl Michael Bellman
M/Y C M Bellman är en svensk motoryacht av stål, som konstruerades av Hugo Schubert och byggdes 1914 på Saltsjöbadens båtvarv i Saltsjöbaden. Hon har sitt namn efter Carl Michael Bellman.
Fartyget byggdes som M/Y Bellman för bankdirektören Emil Glückstadt (1875–1923) och ägdes 1918–1928 av Harald Jansson som M/Y Inge och 1928–1949 av Björn Barkman (1884–1972) som M/Y Ursula. Från 1950 har hon burit namnen Bellman och C M Bellman.